# Nothocremastus scaramozzini
Nothocremastus scaramozzini är en stekelart som beskrevs av Kolarov 1995. Nothocremastus scaramozzini ingår i släktet Nothocremastus och familjen brokparasitsteklar. Inga underarter finns listade i Catalogue of Life.